# Hoplismenus terrificus
Hoplismenus terrificus är en stekelart som beskrevs av Wesmael 1848. Hoplismenus terrificus ingår i släktet Hoplismenus och familjen brokparasitsteklar. Arten är reproducerande i Sverige. Inga underarter finns listade i Catalogue of Life.